# 路金栋
路金栋（1923年—），直隶（今河北）临城人。中华人民共和国政治人物。
早年参加抗日战争，担任中共临城县委宣传部部长，中共太行一地委青委副书记、书记，中共合江省委青委副书记，中共中央东北局青委委员，共青团东北工作委员会组织部部长。1952年后，担任青年团中央组织部部长，共青团中央书记处候补书记、书记，国家体委副主任，中国奥委会副主席。